# Cerro Paranal
Der Cerro Paranal ist ein Berg im Norden Chiles in der Atacamawüste. Der Berg liegt etwa 120 km südlich von Antofagasta und 12 km von der Küste entfernt und ist der höchste Berg der Cordillera de la Costa (Chile). Er beherbergt das Paranal-Observatorium der Europäischen Südsternwarte.
Die Atmosphäre über dem Gipfel zeichnet sich durch trockene und außergewöhnlich ruhige Luftströmung aus, was den Berg zu einem sehr attraktiven Standort für ein astronomisches Observatorium macht. Der Gipfel wurde in den frühen 1990er Jahren von seiner ursprünglichen Höhe von 2660 m auf 2635 m heruntergesprengt, um ein Plateau für die Teleskope zu schaffen. 
Der Standort erreichte mit einem Seeing von 0,18 Bogensekunden den besten jemals gemessenen Wert.